# エルレンゼー
エルレンゼー (ドイツ語: Erlensee) は、ドイツ連邦共和国ヘッセン州南東部のマイン＝キンツィヒ郡の市である。この街は連邦アウトバーン A66号線沿いにフランクフルト・アム・マインから約 25 km に位置する。この街は、1970年1月1日に合併したランゲンディーバッハとリュッキンゲンの2つの地区からなる。エルレンゼーは、2012年1月30日にヘッセン当局により、市に昇格した。

## 地理

### 隣接する市町村
エルレンゼー市は、北西はブルフケーベル、北東はノイベルク、東はランゲンゼルボルトおよびローデンバッハ、南西はハーナウを境を接する。

### 市の構成
エルレンゼー市は、ランゲンディーバッハ（人口約 7,200人）とリュッキンゲン（人口約 5,900人）の2つの市区からなる。両市区は、ヘッセン州の地域再編に伴って1970年1月1日に合併するまでは独立した町村であった。市名は、リュッキンゲン市区にあるエルレンゼー（湖）に由来する。

## 歴史

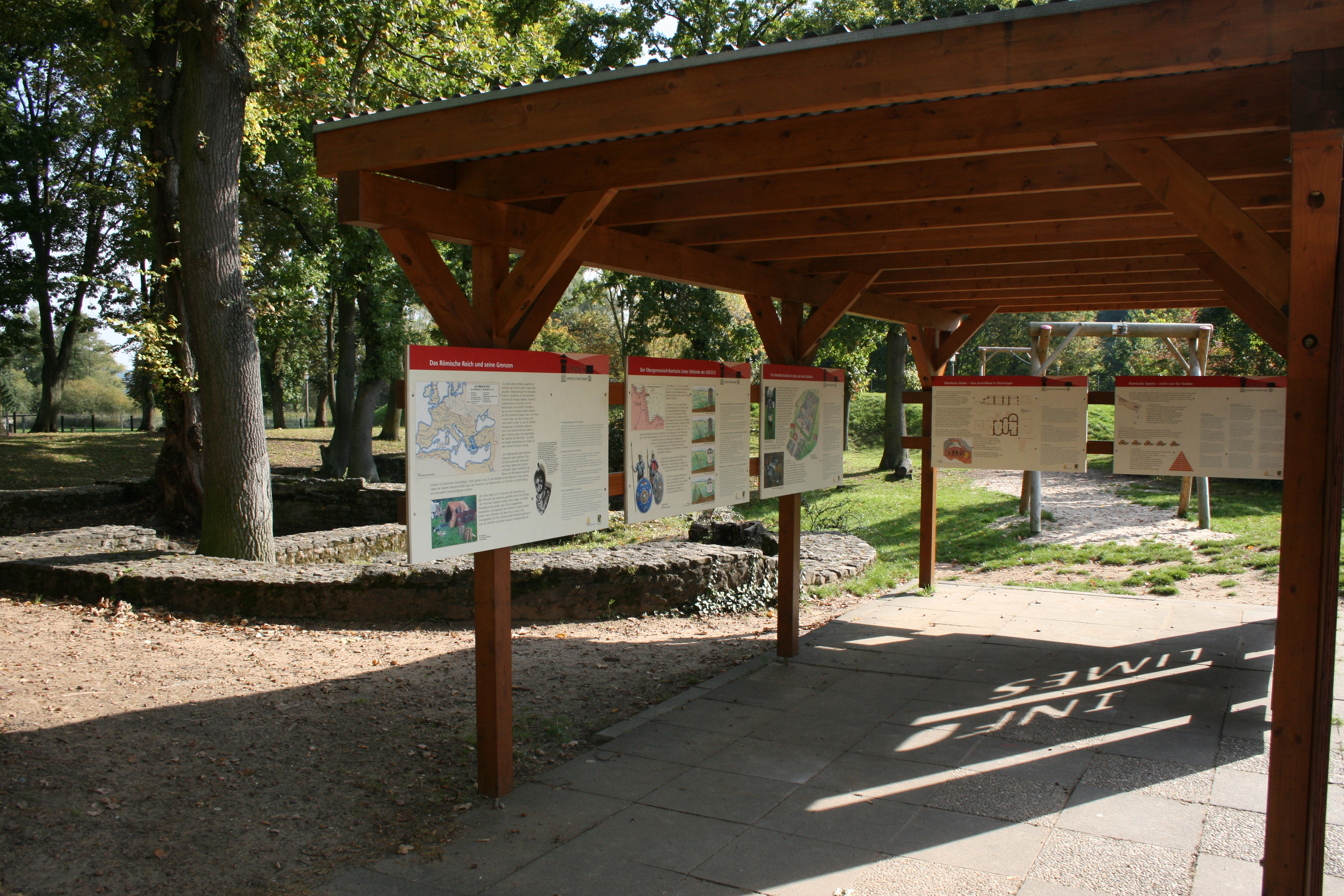
リュッキンゲン城砦跡の案内板

### 先史時代と中世
ローマ時代（紀元後100年から260年頃）にオーバーゲルマニシュ＝レティシュ・リーメスを防衛するために、約500人のダルマチア兵士が駐屯するリュッキンゲン城砦が現在のリュッキンゲンに建設された。またランゲンディーバッハにランゲンディーバッハ小城砦が建設された。
リュッキンゲンは、1173年に "Rukkingin" として初めて記録されている。また、ランゲンディーバッハ市区は、1226年に "Dyppach" として文献に記録されている。しかし、発掘による様々な証拠から、両市区はそれよりもずっと古いことが解っている。

### 空軍基地
ドイツ空軍は、1936年にランゲンディーバッハに空軍基地（暗号名: ブリーフヴァーゲ）を建設した。この基地は1945年3月まで使用されていたが、その後アメリカ軍によって無抵抗のまま接収された。第二次世界大戦後は、アメリカ軍が利用した。

## 宗教
ランゲンディーバッハのプロテスタント教会、リュッキンゲンのプロテスタント教会、エルレンゼーのカトリック教会がある。エルレンゼー住民の約 42 % がプロテスタント、24 % がカトリック、34 % がその他の宗教を信仰している。

## 行政

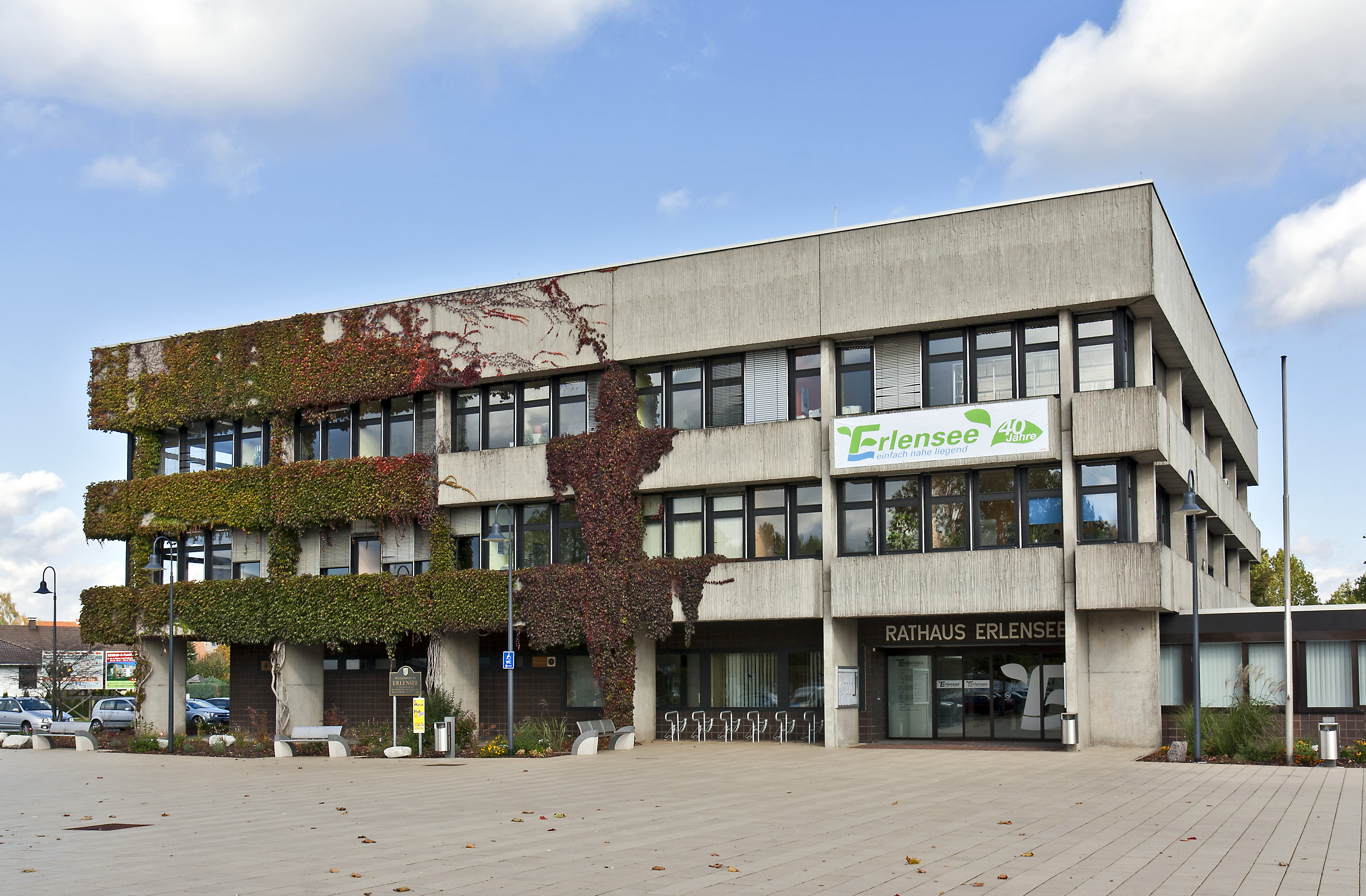
エルレンゼー市庁舎

### 首長
エルレンゼーの市長は、シュテファン・エルプ (SPD) である。ランゲンディーバッハとリュッキンゲンが合併してエルレンゼーが成立して以降、SPDが首長職を務めている。

### 市議会
エルレンゼーの市議会は、31議席からなる。

### 姉妹都市
- ヴスターヴィッツ（ドイツ、ブランデンブルク州）1991年8月
- ビッグルスウェイド（イギリス、ベッドフォードシャー）2000年4月30日

## 経済と社会資本

### 交通
エルレンゼーは連邦アウトバーン A66号線（フランクフルト・アム・マイン - フルダ）および A45号線に面している。連邦道 B8号線と旧 B40号線、州道 3193号線および3268号線、郡道 854号線も市内を通っている。
エルレンゼー市は、あらゆる方角の近隣自治体や広域道路網に大変交通の便が良い。
エルレンゼー市内に直接アクセスできる鉄道路線はなく、最寄りの駅は近隣市町村のハーナウ、ローデンバッハ、ランゲンゼルボルトにある。ランゲンディーバッハ空軍基地への鉄道路線建設が議論されている。

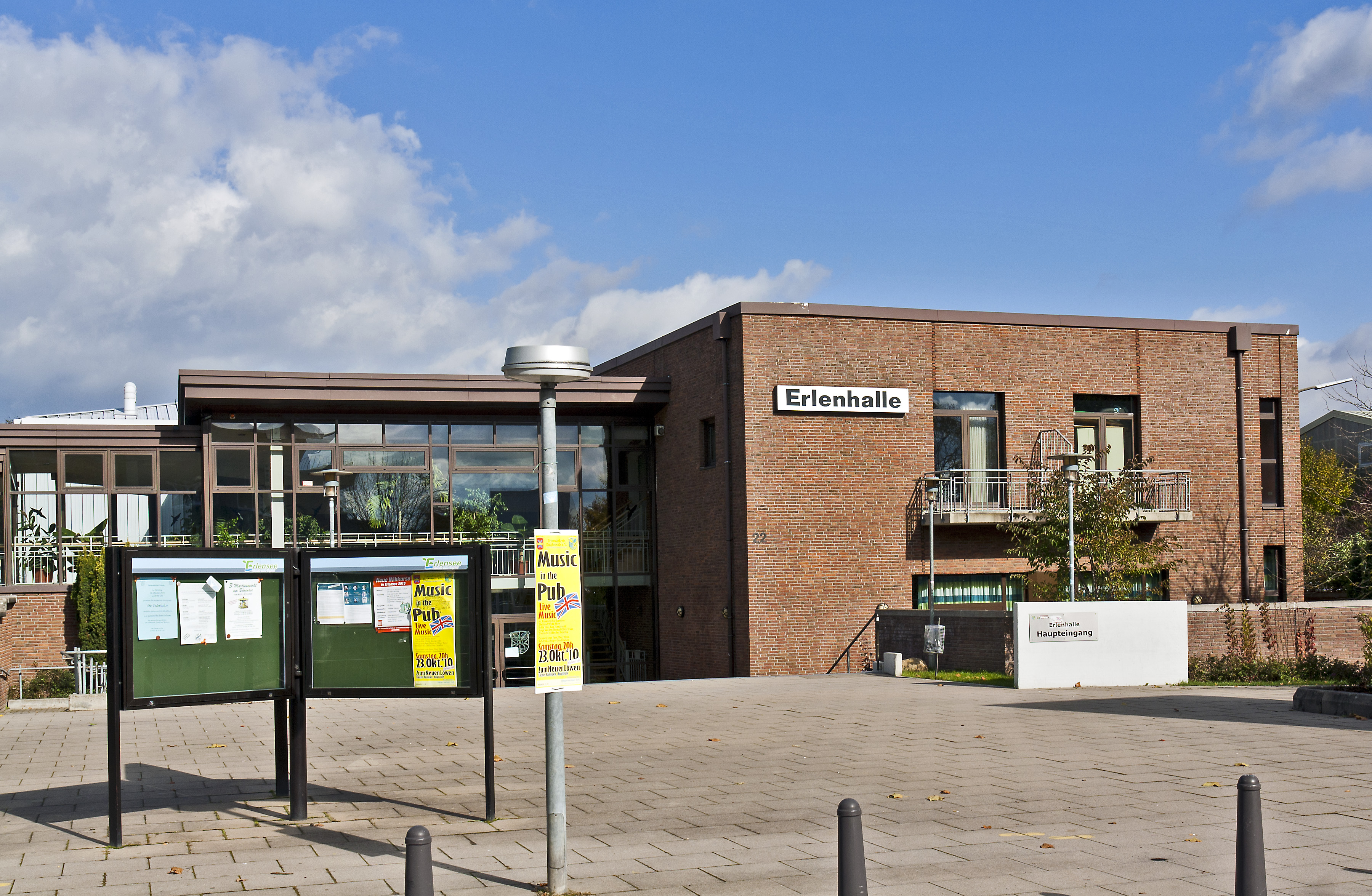
エルレンハレ

### 公共施設
公共の施設としては、エルレンゼー市役所、公民館「ツーム・ノイエン・レーヴェン」や屋内プールがある。さらに、エルレンハレやファルバッハハレといった多くの催事ホールが利用可能である。
自衛消防団は、2つの消防署に組織されている。事故や怪我の際にはそれぞれの用途に応じた11両の緊急車両と約90人の自衛消防隊員が出動する。

### 州・連邦の施設
エルレンゼー市内にはランゲンディーバッハ空軍基地がある。この基地は2008年の初めまで、NATOの防衛拠点としてアメリカ軍が使用していた。ヘリコプター部隊や他の様々な部隊の他に、100人以上のアメリカ人が生活していた。その後、アメリカ軍はこの基地を放棄し、現在は BImA（連邦不動産管理機関）の所有となっている。2010年に市の依頼により、利用の可能性に関する検討が行われた。この空軍基地跡は、その広さと極めて良質に整備されたインフラストラクチャーから、様々な利用価値がある。
さらに連邦機関である連邦技術支援庁 (THW) はエルレンゼーに拠点の一つを置いている。ここには技術小隊の他に、ヘッセン州の様々な専門グループも駐在している。また、洪水対策や照明復旧の緊急出動隊もこの街にある。

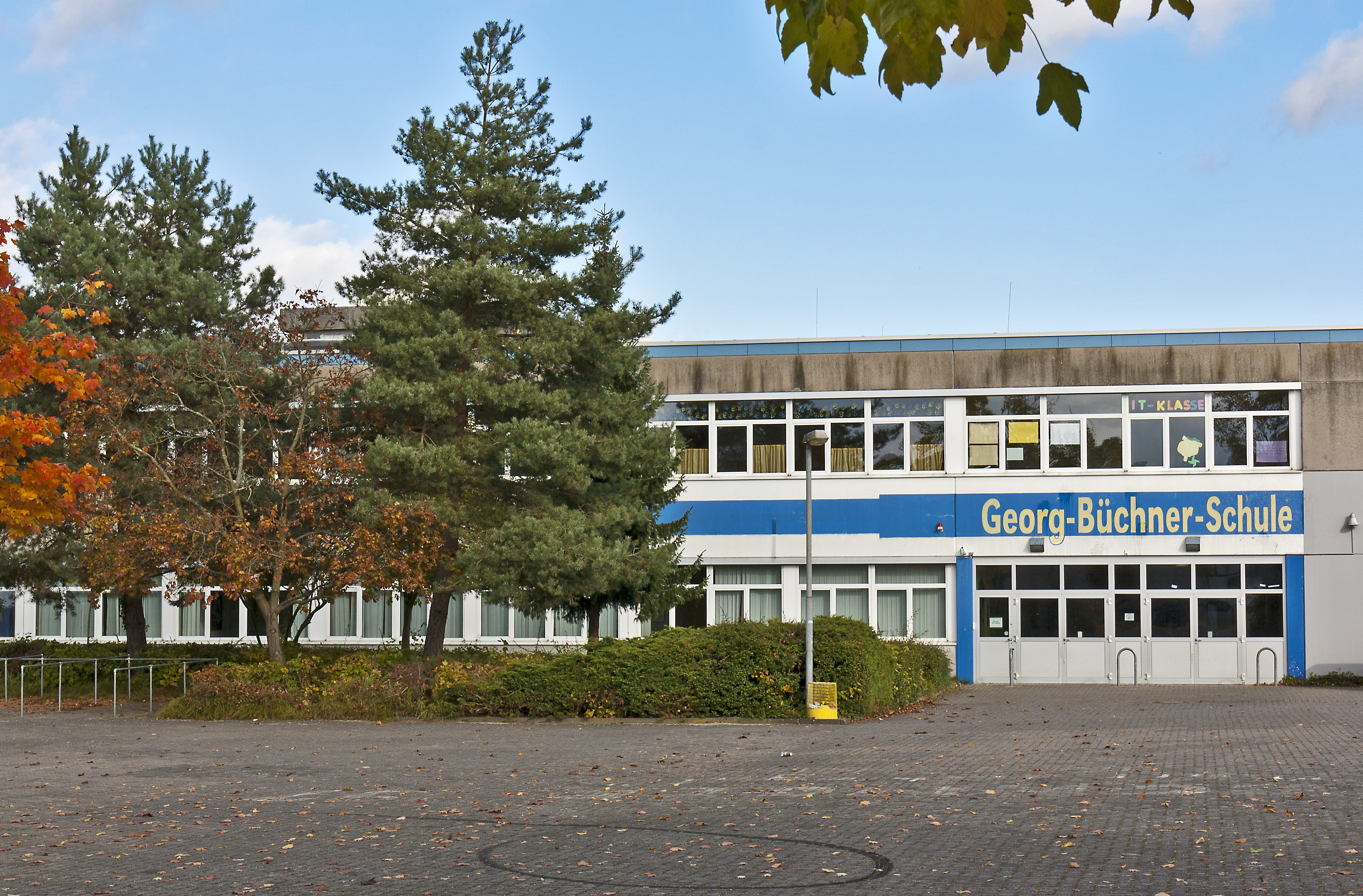
ゲオルク＝ビュヒナー＝シューレ

### 教育機関
エルレンゼー市には多くの教育機関がある。3つの基礎課程学校（ランゲンディーバッハ、リュッキンゲン、オイレンホーフ）や総合学校ゲオルク＝ビュヒナー＝シューレ (GBS) である。しかしこの街にはギムナジウムがなく、学生は周辺のギムナジウム（ハーナウ、ブルフケーベル、フライゲリヒト）に入学する。

### 青少年活動
青少年活動の分野では、無給で活動する「チーム・キンダー・ウント・ユーゲントアーバイト・イン・エルレンゼー」がある。小さな子供は、市内全域の遊戯広場を利用できる。より大きな子供は、多くのボルツ場や祝祭広場のスケート場が利用できる。

### 市域の拡大

#### 住宅地
新興住宅地として「アム・クロイツヴェク」と「イム・ビューヒェンザール」がランゲンディーバッハ地区に計画されている。「アム・クロイツヴェク」はランゲンゼルボルダー・ヴェクの北側、「イム・ビューヒェンザール」は市の東端に計画されている。

#### 産業地域
エルレンゼー市は、大企業にとっても産業立地として魅力的な街である。ランゲンディーバッハ地区の新しい「産業パーク・エルレンゼー」はほぼ完売の状態である。ホンダは、ここにヨーロッパ教育センター「ホンダ・アカデミー」を開設した。あらゆる部門の従業員が、ここで導入・継続教育を受ける。ホンダの他に、24-アウトホーフがある。このサービスエリア・チェーンはドイツで最も充実したサービスエリア・チェーンであると自称している。ダハザー社 (Dachser) の流通センター「フランクフルト東 」は、2012年2月に運用を開始した。ダハザー社はすでに大規模な拡大計画を有しており、2年以内に移転する予定である。計画中の全施策が実行されると、この流通センターは何倍にも拡大することとなる。この産業地域の第4の企業としてハイネマン社 (Heinemann) がある。ハイネマンは空港の免税店を経営する企業であり、エルレンゼーに2番目に大きな流通センター「南」を有している。これにより、エルレンゼーは同社にとってハンブルクに次いで重要な企業発展の拠点となっている。

#### ランゲンディーバッハ空軍基地
旧軍事飛行場ランゲンディーバッハ空軍基地に対するマスタープランが策定されている。この敷地に大きな産業地域を造成するというものである。特に流通分野でこの土地は興味を持たれている。この場所はライン＝マイン大都市圏に位置し、重要な連邦アウトバーン（たとえば A45号線、A66号線、A3号線）に数分でアクセス可能で、フランクフルト空港へ約30分で到着できる立地のためである。交通網を最適化するために、現存している鉄道路線を再開させ、この土地を公共交通機関に接続させる必要がある。大規模な産業地域の他に、ここにはレクリエーション用地も建設される予定である。さらにスポーツセンターの建設も期待されている。

## 文化と見所

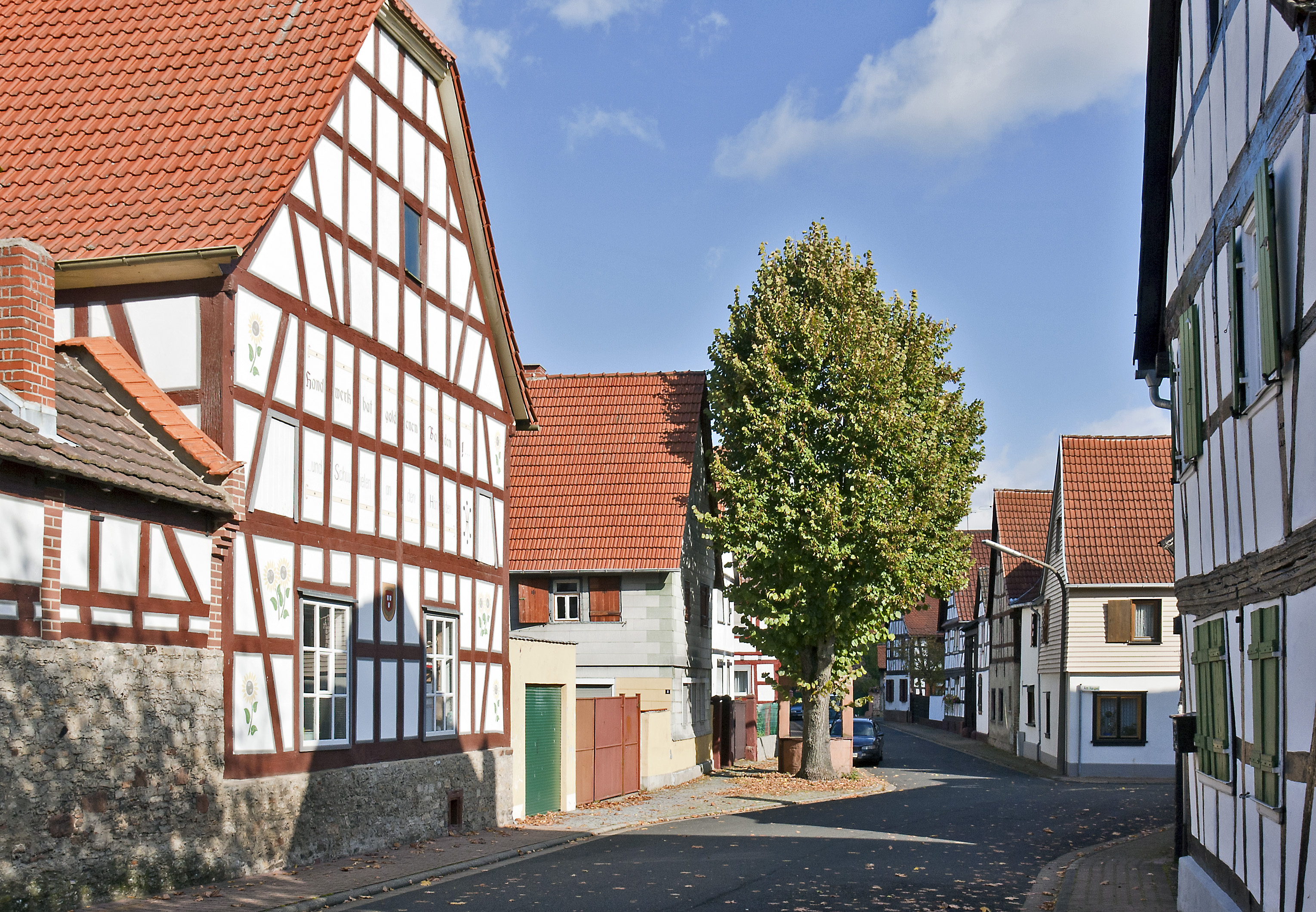
ランゲンディーバッハの木組み建築の町並み

### 文化
エルレンゼー市の文化プログラムは 2006年に財政難により廃止されたが、それ以後もサークル（たとえば合唱団）のコンサートや民間のイベントは開催されている。最大のオフィシャルイベントが 2 - 3年毎にランゲンディーバッハ地区で開催される「ホーフ・ウント・ガッセンフェスト」である。内容は市役所のサービス課に問い合わせるか、チラシでも知ることができる。
この他、郷土博物館や80以上のクラブあるいはサークルが文化イベントを開催している。

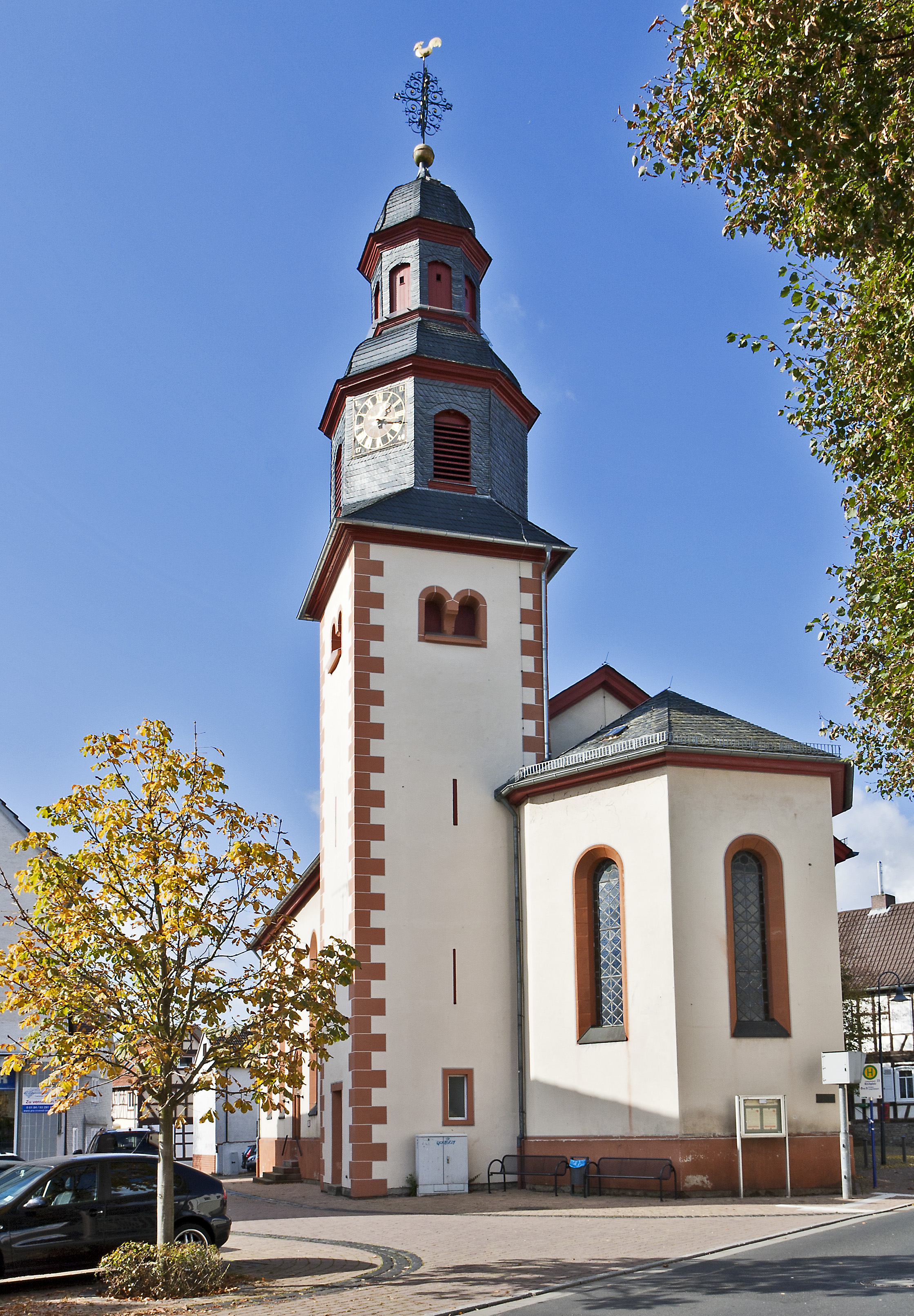
ランゲンディーバッハのプロテスタント教会

### 見所
ランゲンディーバッハには多くの見所がある。旧ランゲンディーバッハ学校、そのすぐ隣にあるプロテスタント教会、保存状態の良い見張り塔を持つ市壁、旧駅舎、木組み建築に村の泉などである。
リュッキンゲンには、旧ローマ浴場跡、小城やリュッキンゲン城が賞賛される。

### 余暇施設とスポーツ施設
ランゲンディーバッハ地区には2010年から2011年に新たに改修された屋内プールがある。これによりサウナランドが整備された。さらにランゲンディーバッハには2つの大きな催事ホール（約400人収容のファルバッハハレと約1200人のエルレンハレ）がある。マルクヴァルト（森）にはトリム＝ディッヒの小径やランゲンディーバッハ鳥類保護区がある。また、球技ホールを有するテニス場、サッカーグランドを持つスポーツセンター、祝祭広場がある。
リュッキンゲンには、郷土博物館が入っている水城がある。また、公民館「ツーム・ノイエン・レーヴェン」がある。リュッキンゲンの古い中心部には古い小城がある。
80以上あるクラブやサークル、グループがエルレンゼー市民に余暇活動を提供している。
市内を以下の自転車道が通っている。
- バーンラートヴェク・ヘッセンは、古い鉄道の軌道を利用してフォーゲルスベルク山地やレーン山地を通る約 250 km の自転車道である。
- ヘッセン自転車道 R3号線が「ライン＝マイン＝キンツィヒ自転車道」としてリューデスハイムからレーン山地のタンまで通じている。
- ドイツ・リーメス自転車道は、ライン川とドナウ川との間を走る全長約 818 km の自転車道である。この自転車道は、1世紀から2世紀に建造されたローマ帝国の国境の壁で2005年にUNESCO世界遺産に登録されたリーメス沿いを走る。

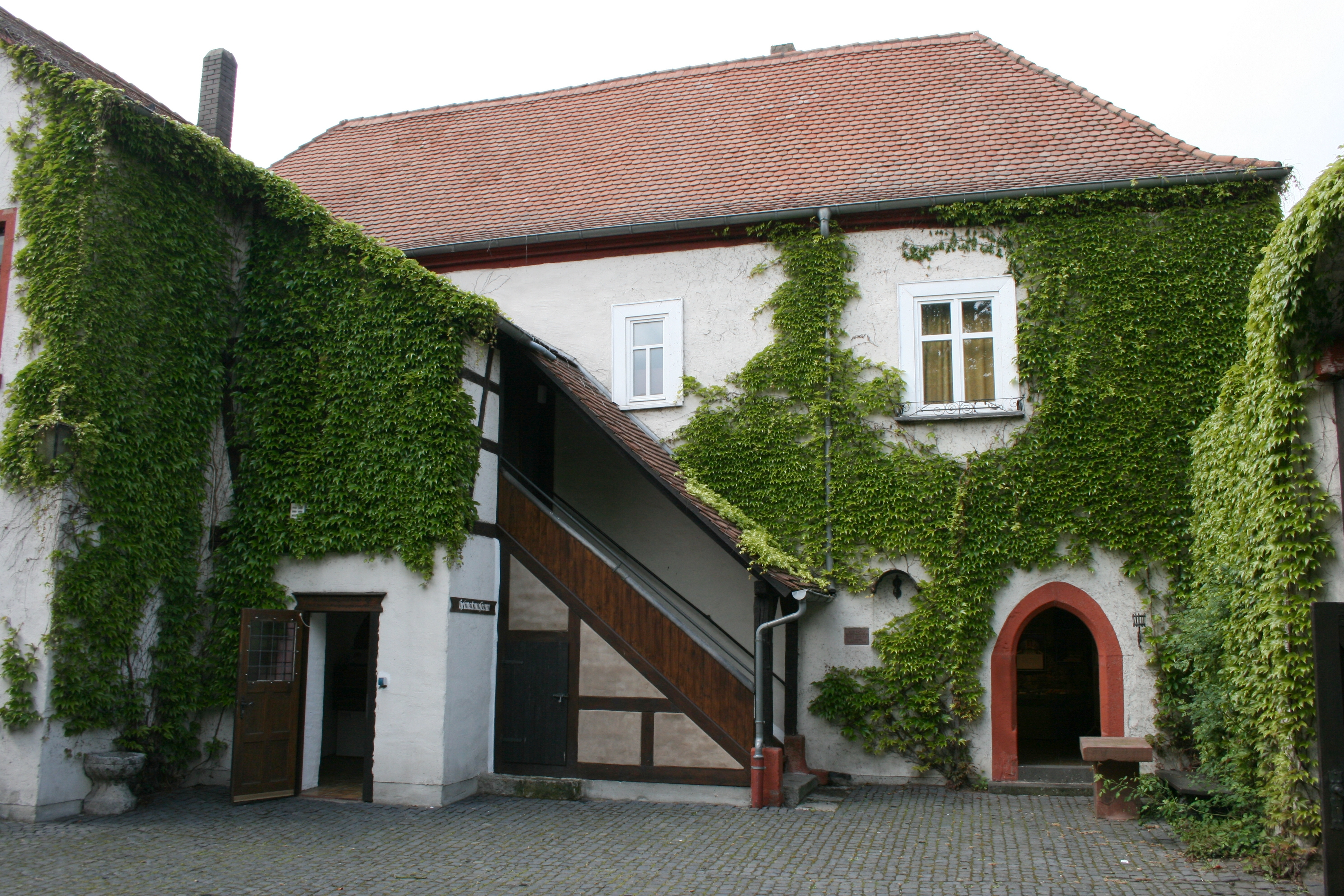
郷土博物館が入っているリュッキンゲンの水城

### 博物館
エルレンゼーには1つだけ郷土博物館がある。エルレンゼー郷土博物館は、リュッキンゲン地区の水城の中に入っている。市役所のロビーには市の歴史が常設展示されている。市議会は、旧ランゲンディーバッハ空軍基地の敷地内に博物館の設立を検討している。この博物館には、第二次世界大戦中の空軍基地建設と利用、NATO防衛拠点としてのアメリカ軍の使用、最終的に閉鎖されるまでのランゲンディーバッハ空軍基地の歴史について展示する予定である。

### 建築
水城、ローマ浴場跡、ランゲンディーバッハ旧市街、リュッキンゲン旧支配、様々な歴史記念碑、ランゲンディーバッハおよびリュッキンゲンの歴史的に価値があり保存状態の良い水車、教会など。リーメスはエルレンゼー市内を通っており、市の2つの市区にはローマ時代の入植地跡がある。UNESCO世界遺産へのリーメス登録を機に、その一部が復元されている。世界遺産登録以降、リーメスの取り扱いについて様々な計画が進行中である。

## 引用
1. ↑  Hessisches Statistisches Landesamt: Bevölkerung in Hessen am 31.12.2023 (Landkreise, kreisfreie Städte und Gemeinden, Einwohnerzahlen auf Grundlage des Zensus 2011)]
2. ↑  Erlass des Hessischen Ministers des Innern vom 17. Dezember 1969 ― IV A 22 ― 3 k 08/05 ― 4/69 ― Betrifft: Zusammenschluß der Gemeinden Langendiebach und Rückingen im Landkreis Hanau zu der neuen Gemeinde „Erlensee“ (StAnz. 1/1970 p. 6)
3. ↑   Jens Arndt, Werner Kurz: Deckname „Briefwaage“: Der Fliegerhorst Langendiebach 1936–1945, Hg.: AG Militärgeschichte des Hanauer Geschichtsvereins 1844 e. V. und des Heimat- und Geschichtsvereins Erlensee e. V., Hanau, 2008, ISBN 3-935395-09-4.